# Cantón de Ussel-Oeste
El cantón de Ussel-Oeste era una división administrativa francesa, que estaba situada en el departamento de Corrèze y la región de Limusín.

## Composición
El cantón estaba formado por cuatro comunas, más una fracción de la comuna que le daba su nombre:
- Chaveroche
- Lignareix
- Saint-Angel
- Saint-Pardoux-le-Vieux
- Ussel (fracción)

## Supresión del cantón de Ussel-Oeste
En aplicación del Decreto n.º 2014-228 de 24 de febrero de 2014, el cantón de Ussel-Oeste fue suprimido el 22 de marzo de 2015 y sus 5 comunas pasaron a formar parte; cuatro del nuevo cantón de Meseta de Millevaches y la fracción de la comuna que le daba su nombre se reagrupó con la otra fracción para formar el nuevo cantón de Ussel.